# Lianne Klapper-McNally
Lianne Klapper-McNally (* vor 1980) ist eine Filmregisseurin und Filmproduzentin, die bei der Oscarverleihung 2003 für ihren selbst produzierten Film Artists and Orphans: A True Drama eine Oscar-Nominierung in der Kategorie Bester Dokumentar-Kurzfilm erhielt. Ihre erste Tätigkeit im Filmgeschäft war im Jahr 1988 bei der Fernsehserie Dynaman. Für die Fernsehserie The Best of Us war sie als Produzentin verantwortlich.